# Mictacea
Mictacea (лат.) — отряд высших раков, представленный шестью видами креветкоподобных организмов, живущих в глубинах моря и пещерах, сообщающихся с морем или океаном.

## Описание
Представители отряда Mictacea имеют выводковую сумку (марсупиум) и двуветвистые грудные ножки, однако у них отсутствует карапакс. У них есть глазные стебельки, но нет функционирующих зрительных элементов.

## История
Существование организмов, подобных Mictacea, было предсказано Фредериком Шрамом в начале 1980-х. Эти животные были открыты независимо друг от друга двумя группами учёных в 1985 году, и, как только они узнали о работе друг друга, согласились работать вместе и вместе описали новый отряд.

## Таксономия
Отряд включает 6 видов в 2 семействах:
Hirsutiidae Sanders, Hessler & Garner, 1985
- Hirsutia bathyalis Saunders, Hessler & Garner, 1985
- Hirsutia saundersetalia Just & Poore, 1988
- Thetispelecaris remex Gutu & Iliffe, 1998
- Thetispelecaris yurigako Ohtsuka, Hanamura & Kase, 2002
- Montucaris distincta Jaume, Boxshall & Bamber, 2006

Mictocarididae Bowman & Iliffe, 1985
- Mictocaris halope Bowman & Iliffe, 1985